# 495 TCN
495 TCN là một năm trong lịch La Mã.

## Mất
- Pythagoras, nhà triết học người Hy Lạp
- Lucius Tarquinius Superbus, vua La Mã